# Zoran Simović
Zoran Simović, né le 2 novembre 1954 à Mojkovac (Monténégro, ex-Yougoslavie), est un ancien footballeur yougoslave d'origine monténégrine évoluant au poste de gardien de but.
Il a notamment joué pour le FK Napredak Kruševac (Yougoslavie), le NK Hajduk Split (Yougoslavie) et Galatasaray SK (Turquie).
Il fut l'un des plus grands gardiens de l'histoire du Galatasaray SK, où il a joué entre 1984 et 1990. Il est considéré comme le second plus grand gardien du club après Boško Kajganić, mort dans un tragique accident de voiture en 1977. Il y a remporté deux championnats lors des saisons 1986-87 et 1987-88. Il a dirigé un astro pitch à Florya, un quartier du district de Bakırköy à İstanbul entre 1987 et 1997 avec Erdal Keser. Il en a aussi dirigé un autre à Kocasinan, un quartier du district de Bahçelievler toujours à İstanbul. Il est aujourd'hui président de son ancien club, le FK Napredak Kruševac.